# التهاب عضل القلب والتأمور
التهاب عضل القلب والتأمور هو مزيج من التهاب عضلة القلب والتهاب التامور التي تظهر في فرد واحد، وهي التهاب كل من التامور وعضلة القلب. يمكن أن تنطوي على وجود انصباب تاموري. عندما تكون وظيفة البطين طبيعية، يتم استخدام مصطلح التهاب العضلة العملية. الحالات مع ضعف وظيفة وصفت التهاب القلب، على الرغم من أن المصطلحين غالبا ما تستخدم بالتبادل. وسوف ينعكس كلاهما على تخطيط كهربائية القلب.
ومن المعروف أن لقاح الجدري ACAM2000 [الإنجليزية] يسبب التهاب الجهازي في بعض الناس.